# 左英
左英（1919年—2011年8月16日），女，上海人，中华人民共和国政治人物，曾任上海市人大常委会副主任，第四、五届全国人大代表。

## 生平
丈夫为中国人民解放军中将刘培善，儿子为中将刘晓榕、刘胜。